# ニュース&情報 5チャンDO!
『ニュース&情報 5チャンDO!』（ニュース じょうほう ごチャンドゥー）は、テレビ和歌山で2014年3月31日から2018年3月28日まで生放送されていた報道・情報番組である。

## 概要
2014年3月28日まで放送された『@あっと!テレわか』の後続番組として開始。本番組では、和歌山県内のニュースおよび生活情報を届けるといった内容になっている。
2016年3月28日よりスタジオセットが一新された。
2018年3月28日を以って、放送終了。同年4月2日からは、後継番組として『6時のわかやま』（月 - 木曜日のみ。金曜日に限り『WTVニュース』）が放送開始。

## 出演者
○は出演時点でテレビ和歌山アナウンサー。

### メインキャスター（MC）
月曜日
- 玉川恵
- 那須信吾

火曜日
- 高松良誠
- 中山奈奈恵

水曜日
- 中村隆之○
- 川畑亜紀

木曜日
- 瀬村奈月○
- 那須信吾

金曜日
- 山田みゆき○

### ニュースキャスター
- 岩崎悠真○ - 金曜日のみ担当。

### リポーター
- 新宅マキ - 月曜日
- 中元麗偉美 - 火曜日
- 五十嵐愛生 - 水曜日
- マエオカテツヤ - 木曜日
- 近藤綾香 - 金曜日

## 放送時間
| 放送期間      | 放送期間      | 放送日時（JST）                                                                                |
| ------------- | ------------- | ---------------------------------------------------------------------------------------------- |
| 2014年3月31日 | 2016年4月1日  | 月・木曜日 18:00 - 18:56（56分） 火・水曜日 18:00 - 18:57（57分） 金曜日 18:00 - 18:55（55分） |
| 2016年4月4日  | 2018年3月28日 | 月 - 金曜日 18:00 - 18:55                                                                      |

- 毎年7月は全国高等学校野球選手権和歌山大会の全試合実況生中継を実施しているが、大会期間中は本番組の出演者・スタッフも動員されるため、本番組は休止される。代替として（雨天中止の場合や休養日、日程延期に備えて、当初予定の閉幕日以降数日を含めて）18:45 - 18:55に『WTVニュース』（ストレートニュース）が放送される。

## コーナー
5チャンeye（全曜日）
ニュースや旬の話題について詳しく伝える。
あなたとDO!（全曜日）
視聴者から投稿された写真を紹介する。
ライブDO!（月 - 水・金曜日）
和歌山県内にて簡易中継システムを使用して生中継し、情報を伝える。
採れたて!松源マル得情報!（月曜日）
松源の各店舗からお買い得情報を生中継で伝える。
この人にDO!（木曜日）
話題やニュースに関して、人物に焦点をあてて伝える。
まちnakaサテライト!フォルテ（木曜日）
フォルテワジマの2階にあるテレビ和歌山公開スタジオから放送する。
週間ニュース 金曜ホットライン（金曜日）
1週間のニュースをゲストを迎えた上で振り返る。
ここ押し!（毎月第2・4月曜日）
和歌山県内において、卓越した企業や人物、技術にスポットを当てて紹介する。